# Snowboard-Weltcup 2019/20
Der Snowboard-Weltcup 2019/20 ist eine von der FIS organisierte Wettkampfserie, die am 24. August 2019 in Cardrona begann und am 21. März 2020 in Špindlerův Mlýn endete. Ausgetragen werden Wettbewerbe in den Disziplinen Parallelslalom, Parallel-Riesenslalom, Snowboardcross, Halfpipe, Slopestyle und Big Air.

## Männer

### Podestplätze
| Datum             | Austragungsort    | Disziplin             | Sieger                                          | Zweiter                                         | Dritter                                         |
| ----------------- | ----------------- | --------------------- | ----------------------------------------------- | ----------------------------------------------- | ----------------------------------------------- |
| 25. August 2019   | Cardrona          | Big Air               | Chris Corning                                   | Redmond Gerard                                  | Kalle Järvilehto                                |
| 2. November 2019  | Modena            | Big Air               | Nicolas Laframboise                             | Mark McMorris                                   | Chris Corning                                   |
| 7. Dezember 2019  | Bannoye           | Parallelslalom        | Andreas Prommegger                              | Aaron March                                     | Maurizio Bormolini                              |
| 8. Dezember 2019  | Bannoye           | Parallel-Riesenslalom | Roland Fischnaller                              | Mirko Felicetti                                 | Benjamin Karl                                   |
| 13. Dezember 2019 | Montafon          | Snowboardcross        | Alessandro Hämmerle                             | Cameron Bolton                                  | Omar Visintin                                   |
| 14. Dezember 2019 | Cortina d’Ampezzo | Parallel-Riesenslalom | Roland Fischnaller                              | Lee Sang-ho                                     | Igor Slujew                                     |
| 14. Dezember 2019 | Peking            | Big Air               | Max Parrot                                      | Sven Thorgren                                   | Chris Corning                                   |
| 14. Dezember 2019 | Copper Mountain   | Halfpipe              | Scotty James                                    | Yūto Totsuka                                    | Ruka Hirano                                     |
| 19. Dezember 2019 | Carezza           | Parallel-Riesenslalom | Wettkampf wurde wegen weicher Piste abgebrochen | Wettkampf wurde wegen weicher Piste abgebrochen | Wettkampf wurde wegen weicher Piste abgebrochen |
| 20. Dezember 2019 | Secret Garden     | Halfpipe              | Scotty James                                    | Yūto Totsuka                                    | Ruka Hirano                                     |
| 21. Dezember 2019 | Cervinia          | Snowboardcross        | Lorenzo Sommariva                               | Emanuel Perathoner                              | Merlin Surget                                   |
| 21. Dezember 2019 | Atlanta           | Big Air               | Chris Corning                                   | Nicolas Laframboise                             | Ryoma Kimata                                    |
| 4. Januar 2020    | Düsseldorf        | Big Air               | Wettkampf abgesagt.                             | Wettkampf abgesagt.                             | Wettkampf abgesagt.                             |
| 11. Januar 2020   | Scuol             | Parallel-Riesenslalom | Andrei Sobolew                                  | Benjamin Karl                                   | Oskar Kwiatkowski Dario Caviezel                |
| 14. Januar 2020   | Bad Gastein       | Parallelslalom        | Daniele Bagozza                                 | Maurizio Bormolini                              | Stefan Baumeister                               |
| 17. Januar 2020   | Laax              | Slopestyle            | Sébastien Toutant                               | Redmond Gerard                                  | Justus Henkes                                   |
| 18. Januar 2020   | Laax              | Halfpipe              | Scotty James                                    | Yūto Totsuka                                    | Taylor Gold                                     |
| 18. Januar 2020   | Rogla             | Parallel-Riesenslalom | Edwin Coratti                                   | Roland Fischnaller                              | Vic Wild                                        |
| 23. Januar 2020   | Seiser Alm        | Slopestyle            | Wladislaw Chadarin                              | Ruki Tobita                                     | Hiroaki Kunitake                                |
| 25. Januar 2020   | Piancavallo       | Parallelslalom        | Andreas Prommegger                              | Roland Fischnaller                              | Stefan Baumeister                               |
| 25. Januar 2020   | Big White         | Snowboardcross        | Omar Visintin                                   | Éliot Grondin                                   | Alex Deibold                                    |
| 26. Januar 2020   | Big White         | Snowboardcross        | Lorenzo Sommariva                               | Jakob Dusek                                     | Senna Leith                                     |
| 31. Januar 2020   | Mammoth           | Halfpipe              | Yūto Totsuka                                    | Taylor Gold                                     | Ruka Hirano                                     |
| 1. Februar 2020   | Mammoth           | Slopestyle            | Dusty Henricksen                                | Ryoma Kimata                                    | Judd Henkes                                     |
| 1. Februar 2020   | Feldberg          | Snowboardcross        | Wettkampf abgesagt.                             | Wettkampf abgesagt.                             | Wettkampf abgesagt.                             |
| 15. Februar 2020  | Calgary           | Halfpipe              | Ruka Hirano                                     | Scotty James                                    | Patrick Burgener                                |
| 16. Februar 2020  | Calgary           | Slopestyle            | Tiarn Collins                                   | Ruki Tobita                                     | Liam Brearley                                   |
| 22. Februar 2020  | Pyeongchang       | Parallel-Riesenslalom | Roland Fischnaller                              | Dmitri Loginow                                  | Andrei Sobolew                                  |
| 29. Februar 2020  | Blue Mountain     | Parallel-Riesenslalom | Benjamin Karl Mirko Felicetti                   |                                                 | Andrei Sobolew                                  |
| 1. März 2020      | Blue Mountain     | Parallel-Riesenslalom | Dmitri Loginow                                  | Stefan Baumeister                               | Edwin Coratti                                   |
| 7. März 2020      | Sierra Nevada     | Snowboardcross        | Lucas Eguibar                                   | Alessandro Hämmerle                             | Paul Berg                                       |
| 13. März 2020     | Veysonnaz         | Snowboardcross        | Alessandro Hämmerle                             | Omar Visintin                                   | Adam Dickson                                    |
| 14. März 2020     | Winterberg        | Parallelslalom        | Wettkampf abgesagt.                             | Wettkampf abgesagt.                             | Wettkampf abgesagt.                             |
| 21. März 2020     | Špindlerův Mlýn   | Slopestyle            | Wettkampf abgesagt.                             | Wettkampf abgesagt.                             | Wettkampf abgesagt.                             |

### Weltcupstände Männer
| Rang | Name                | Punkte |
| ---- | ------------------- | ------ |
| 1    | Scotty James        | 3800   |
| 2    | Yūto Totsuka        | 3400   |
| 3    | Chris Corning       | 3250   |
| 4    | Ruka Hirano         | 2800   |
| 5    | Ryoma Kimata        | 2800   |
| 6    | Nicolas Laframboise | 2616,1 |
| 7    | Ruki Tobita         | 2506,4 |
| 8    | Judd Henkes         | 2221   |
| 9    | André Höflich       | 1970   |
| 10   | Redmond Gerard      | 1880   |
| 11   | Jan Scherrer        | 1810   |
| 12   | Chase Blackwell     | 1720   |
| 13   | Kalle Järvilehto    | 1696   |
| 14   | Patrick Burgener    | 1690   |
| 15   | Sean Fitzsimons     | 1690   |
| 16   | Sven Thorgren       | 1570   |
| 17   | Taylor Gold         | 1560   |
| 18   | Dusty Henricksen    | 1510   |
| 19   | Luke Winkelmann     | 1500   |
| 20   | Tiarn Collins       | 1470   |
| 21   | Jonas Bösiger       | 1470   |
| 22   | Hiroaki Kunitake    | 1361,1 |
| 23   | David Hablützel     | 1320   |
| 24   | Nicolas Huber       | 1276   |
| 25   | Ryan Wachendorfer   | 1265   |
| 26   | Ryan Stassel        | 1180   |
| 27   | Niek van der Velden | 1140   |
| 28   | Wladislaw Chadarin  | 1113   |
| 29   | Darcy Sharpe        | 1090   |
| 30   | Clemens Millauer    | 1050   |

| Rang | Name                 | Punkte |
| ---- | -------------------- | ------ |
| 1    | Roland Fischnaller   | 6650   |
| 2    | Stefan Baumeister    | 4165   |
| 3    | Dmitri Loginow       | 3832   |
| 4    | Andrei Sobolew       | 3632   |
| 5    | Benjamin Karl        | 3596   |
| 6    | Andreas Prommegger   | 3580   |
| 7    | Mirko Felicetti      | 3550   |
| 8    | Edwin Coratti        | 3380   |
| 9    | Daniele Bagozza      | 2965   |
| 10   | Alexander Payer      | 2680   |
| 11   | Maurizio Bormolini   | 2484   |
| 12   | Aaron March          | 2225,1 |
| 13   | Radoslaw Jankow      | 2162   |
| 14   | Lee Sang-ho          | 2118   |
| 15   | Igor Slujew          | 2007   |
| 16   | Tim Mastnak          | 1966   |
| 17   | Vic Wild             | 1915,8 |
| 18   | Oskar Kwiatkowski    | 1773,7 |
| 19   | Dmitri Sarsembajew   | 1636   |
| 20   | Dmitri Karlagatschew | 1546,4 |
| 21   | Lukas Mathies        | 1498,5 |
| 22   | Dario Caviezel       | 1225,4 |
| 23   | Sylvain Dufour       | 1106   |
| 24   | Sebastian Kislinger  | 1026   |
| 25   | Robert Burns         | 1020   |
| 26   | Žan Košir            | 797    |
| 27   | Shinnosuke Kamino    | 785,8  |
| 28   | Fabian Obmann        | 745,7  |
| 29   | Masaki Shiba         | 721,8  |
| 30   | Sun Huan             | 703,5  |

| Rang | Name                | Punkte |
| ---- | ------------------- | ------ |
| 1    | Alessandro Hämmerle | 3960   |
| 2    | Lorenzo Sommariva   | 3450   |
| 3    | Omar Visintin       | 2930   |
| 4    | Lucas Eguibar       | 2430   |
| 5    | Jakob Dusek         | 2250   |
| 6    | Emanuel Perathoner  | 2220   |
| 7    | Éliot Grondin       | 2070   |
| 8    | Merlin Surget       | 1784   |
| 9    | Paul Berg           | 1735   |
| 10   | Julian Lüftner      | 1690   |
| 11   | Cameron Bolton      | 1500   |
| 12   | Hagen Kearney       | 1330   |
| 13   | Kalle Koblet        | 1249,9 |
| 14   | Jake Vedder         | 1050   |
| 15   | Martin Nörl         | 970    |
| 16   | Lukas Pachner       | 949,4  |
| 17   | Senna Leith         | 942    |
| 18   | Alex Deibold        | 917,9  |
| 19   | Adam Dickson        | 873,8  |
| 20   | Jarryd Hughes       | 845    |
| 21   | Filippo Ferrari     | 718,8  |
| 22   | Leon Beckhaus       | 700,2  |
| 23   | Kevin Hill          | 674    |
| 24   | Glenn de Blois      | 618,8  |
| 25   | Luca Hämmerle       | 600    |
| 26   | David Pickl         | 535    |
| 27   | Sebastian Jud       | 488,8  |
| 28   | Michele Godino      | 454    |
| 29   | Nick Watter         | 425,2  |
| 30   | Umito Kirchwehm     | 424,6  |

| Rang | Name               | Punkte |
| ---- | ------------------ | ------ |
| 1    | Roland Fischnaller | 4900   |
| 2    | Benjamin Karl      | 3380   |
| 3    | Dmitri Loginow     | 2882   |
| 4    | Andrei Sobolew     | 2812   |
| 5    | Mirko Felicetti    | 2810   |
| 6    | Edwin Coratti      | 2700   |
| 7    | Stefan Baumeister  | 2565   |
| 8    | Igor Slujew        | 1889,4 |
| 9    | Alexander Payer    | 1740   |
| 10   | Lee Sang-ho        | 1640   |

| Rang | Name               | Punkte |
| ---- | ------------------ | ------ |
| 1    | Andreas Prommegger | 2260   |
| 2    | Roland Fischnaller | 1750   |
| 3    | Stefan Baumeister  | 1600   |
| 4    | Daniele Bagozza    | 1580   |
| 5    | Maurizio Bormolini | 1510   |
| 6    | Aaron March        | 1130   |
| 7    | Dmitri Loginow     | 950    |
| 8    | Alexander Payer    | 940    |
| 9    | Andrei Sobolew     | 820    |
| 10   | Mirko Felicetti    | 740    |

| Rang | Name              | Punkte |
| ---- | ----------------- | ------ |
| 1    | Scotty James      | 3800   |
| 2    | Yūto Totsuka      | 3400   |
| 3    | Ruka Hirano       | 2800   |
| 4    | Jan Scherrer      | 1810   |
| 5    | André Höflich     | 1750   |
| 6    | Patrick Burgener  | 1690   |
| 7    | Taylor Gold       | 1560   |
| 8    | Chase Blackwell   | 1430   |
| 9    | David Hablützel   | 1320   |
| 10   | Ryan Wachendorfer | 1220   |

| Rang | Name               | Punkte |
| ---- | ------------------ | ------ |
| 1    | Ruki Tobita        | 1616,4 |
| 2    | Tiarn Collins      | 1340   |
| 3    | Dusty Henricksen   | 1290   |
| 4    | Judd Henkes        | 1226   |
| 5    | Wladislaw Chadarin | 1096   |
| 6    | Sebastien Toutant  | 1000   |
| 7    | Ryoma Kimata       | 980    |
| 8    | Hiroaki Kunitake   | 898,7  |
| 9    | Sean Fitzsimons    | 880    |
| 10   | Nicolas Huber      | 860    |

| Rang | Name                | Punkte |
| ---- | ------------------- | ------ |
| 1    | Chris Corning       | 3200   |
| 2    | Nicolas Laframboise | 2300   |
| 3    | Ryoma Kimata        | 1820   |
| 4    | Kalle Järvilehto    | 1220   |
| 5    | Sven Thorgren       | 1120   |
| 6    | Redmond Gerard      | 1080   |
| 7    | Maxence Parrot      | 1000   |
| 8    | Judd Henkes         | 995    |
| 9    | Ruki Tobita         | 890    |
| 10   | Darcy Sharpe        | 870    |

## Frauen

### Podestplätze
| Datum             | Austragungsort    | Disziplin             | Sieger                                          | Zweiter                                         | Dritter                                         |
| ----------------- | ----------------- | --------------------- | ----------------------------------------------- | ----------------------------------------------- | ----------------------------------------------- |
| 25. August 2019   | Cardrona          | Big Air               | Enni Rukajärvi                                  | Katie Ormerod                                   | Silje Norendal                                  |
| 2. November 2019  | Modena            | Big Air               | Reira Iwabuchi                                  | Brooke Voigt                                    | Anna Gasser                                     |
| 7. Dezember 2019  | Bannoye           | Parallelslalom        | Julie Zogg                                      | Selina Jörg                                     | Ladina Jenny                                    |
| 8. Dezember 2019  | Bannoye           | Parallel-Riesenslalom | Ramona Hofmeister                               | Ladina Jenny                                    | Claudia Riegler                                 |
| 13. Dezember 2019 | Montafon          | Snowboardcross        | Eva Samková                                     | Michela Moioli                                  | Belle Brockhoff                                 |
| 14. Dezember 2019 | Cortina d’Ampezzo | Parallel-Riesenslalom | Ramona Hofmeister                               | Selina Jörg                                     | Claudia Riegler                                 |
| 14. Dezember 2019 | Peking            | Big Air               | Miyabi Onitsuka                                 | Anna Gasser                                     | Laurie Blouin                                   |
| 14. Dezember 2019 | Copper Mountain   | Halfpipe              | Queralt Castellet                               | Liu Jiayu                                       | Maddie Mastro                                   |
| 19. Dezember 2019 | Carezza           | Parallel-Riesenslalom | Wettkampf wurde wegen weicher Piste abgebrochen | Wettkampf wurde wegen weicher Piste abgebrochen | Wettkampf wurde wegen weicher Piste abgebrochen |
| 20. Dezember 2019 | Secret Garden     | Halfpipe              | Liu Jiayu                                       | Cai Xuetong                                     | Maddie Mastro                                   |
| 21. Dezember 2019 | Cervinia          | Snowboardcross        | Michela Moioli                                  | Chloé Trespeuch                                 | Sofia Belingheri                                |
| 21. Dezember 2019 | Atlanta           | Big Air               | Reira Iwabuchi                                  | Kokomo Murase                                   | Brooke Voigt                                    |
| 4. Januar 2020    | Düsseldorf        | Big Air               | Wettkampf abgesagt.                             | Wettkampf abgesagt.                             | Wettkampf abgesagt.                             |
| 11. Januar 2020   | Scuol             | Parallel-Riesenslalom | Ramona Hofmeister                               | Sofija Nadyrschina                              | Milena Bykowa                                   |
| 14. Januar 2020   | Bad Gastein       | Parallelslalom        | Ramona Hofmeister                               | Ester Ledecká                                   | Julie Zogg                                      |
| 17. Januar 2020   | Laax              | Slopestyle            | Julia Marino                                    | Reira Iwabuchi                                  | Katie Ormerod                                   |
| 18. Januar 2020   | Laax              | Halfpipe              | Queralt Castellet                               | Cai Xuetong                                     | Liu Jiayu                                       |
| 18. Januar 2020   | Rogla             | Parallel-Riesenslalom | Ester Ledecká                                   | Ramona Hofmeister                               | Natalja Sobolewa                                |
| 23. Januar 2020   | Seiser Alm        | Slopestyle            | Tess Coady                                      | Katie Ormerod                                   | Brooke Voigt                                    |
| 25. Januar 2020   | Piancavallo       | Parallelslalom        | Julie Zogg                                      | Selina Jörg                                     | Ramona Hofmeister                               |
| 25. Januar 2020   | Big White         | Snowboardcross        | Michela Moioli                                  | Belle Brockhoff                                 | Raffaella Brutto                                |
| 26. Januar 2020   | Big White         | Snowboardcross        | Belle Brockhoff                                 | Michela Moioli                                  | Faye Gulini                                     |
| 31. Januar 2020   | Mammoth           | Halfpipe              | Cai Xuetong                                     | Maddie Mastro                                   | Liu Jiayu                                       |
| 1. Februar 2020   | Mammoth           | Slopestyle            | Jamie Anderson                                  | Laurie Blouin                                   | Katie Ormerod                                   |
| 1. Februar 2020   | Feldberg          | Snowboardcross        | Wettkampf abgesagt.                             | Wettkampf abgesagt.                             | Wettkampf abgesagt.                             |
| 15. Februar 2020  | Calgary           | Halfpipe              | Cai Xuetong                                     | Mitsuki Ono                                     | Liu Jiayu                                       |
| 16. Februar 2020  | Calgary           | Slopestyle            | Laurie Blouin                                   | Silje Norendal                                  | Katie Ormerod                                   |
| 22. Februar 2020  | Pyeongchang       | Parallel-Riesenslalom | Julie Zogg                                      | Nadya Ochner                                    | Ladina Jenny                                    |
| 29. Februar 2020  | Blue Mountain     | Parallel-Riesenslalom | Ramona Hofmeister                               | Selina Jörg                                     | Daniela Ulbing                                  |
| 1. März 2020      | Blue Mountain     | Parallel-Riesenslalom | Ramona Hofmeister                               | Sofija Nadyrschina                              | Selina Jörg                                     |
| 7. März 2020      | Sierra Nevada     | Snowboardcross        | Chloé Trespeuch                                 | Michela Moioli                                  | Belle Brockhoff                                 |
| 13. März 2020     | Veysonnaz         | Snowboardcross        | Michela Moioli                                  | Chloé Trespeuch                                 | Belle Brockhoff                                 |
| 14. März 2020     | Winterberg        | Parallelslalom        | Wettkampf abgesagt.                             | Wettkampf abgesagt.                             | Wettkampf abgesagt.                             |
| 21. März 2020     | Špindlerův Mlýn   | Slopestyle            | Wettkampf abgesagt.                             | Wettkampf abgesagt.                             | Wettkampf abgesagt.                             |

### Weltcupstände Frauen
| Rang | Name              | Punkte |
| ---- | ----------------- | ------ |
| 1    | Cai Xuetong       | 4000   |
| 2    | Katie Ormerod     | 3760   |
| 3    | Reira Iwabuchi    | 3700   |
| 4    | Liu Jiayu         | 3600   |
| 5    | Laurie Blouin     | 3250   |
| 6    | Queralt Castellet | 3090   |
| 7    | Brooke Voigt      | 2870   |
| 8    | Maddie Mastro     | 2720   |
| 9    | Loranne Smans     | 2090   |
| 10   | Jamie Anderson    | 1920   |
| 11   | Julia Marino      | 1860   |
| 12   | Šárka Pančochová  | 1840   |
| 13   | Silje Norendal    | 1760   |
| 14   | Wu Shaotong       | 1740   |
| 15   | Mitsuki Ono       | 1730   |
| 16   | Haruna Matsumoto  | 1700   |
| 17   | Annika Morgan     | 1690   |
| 18   | Hanne Eilertsen   | 1650   |
| 19   | Kurumi Imai       | 1620   |
| 20   | Miyabi Onitsuka   | 1580   |
| 21   | Ruki Tomita       | 1500   |
| 22   | Verena Rohrer     | 1500   |
| 23   | Kokomo Murase     | 1470   |
| 24   | Sommer Gendron    | 1440   |
| 25   | Anna Gasser       | 1400   |
| 26   | Urška Pribošič    | 1370   |
| 27   | Lucile Leferve    | 1360   |
| 28   | Sina Candrian     | 1290   |
| 29   | Enni Rukajärvi    | 1260   |
| 30   | Tess Coady        | 1240   |

| Rang | Name                       | Punkte |
| ---- | -------------------------- | ------ |
| 1    | Ramona Theresia Hofmeister | 8260   |
| 2    | Julie Zogg                 | 5660   |
| 3    | Selina Jörg                | 4930   |
| 4    | Ladina Jenny               | 4570   |
| 5    | Daniela Ulbing             | 3296   |
| 6    | Claudia Riegler            | 3032   |
| 7    | Milena Bykowa              | 2895   |
| 8    | Carolin Langenhorst        | 2750   |
| 9    | Sofija Nadyrschina         | 2704,8 |
| 10   | Natalja Sobolewa           | 2695   |
| 11   | Sabine Schöffmann          | 2304   |
| 12   | Nadya Ochner               | 2140   |
| 13   | Melanie Hochreiter         | 2110   |
| 14   | Gloria Kotnik              | 2066   |
| 15   | Patrizia Kummer            | 1870   |
| 16   | Gong Naiying               | 1830   |
| 17   | Ester Ledecká              | 1800   |
| 18   | Annamari Dantscha          | 1520   |
| 19   | Aleksandra Król            | 1482   |
| 20   | Michelle Dekker            | 1416   |
| 21   | Jelisaweta Salichowa       | 1400   |
| 22   | Tsubaki Miki               | 1360   |
| 23   | Zang Ruxin                 | 1275   |
| 24   | Jemina Juritz              | 1203   |
| 25   | Emi Sato                   | 1083,2 |
| 26   | Anastassija Kurotschkina   | 859,7  |
| 27   | Weronika Biela             | 836    |
| 28   | Jeong Hae-rim              | 656    |
| 29   | Jessica Keiser             | 648    |
| 30   | Katrina Gerencser          | 622    |

| Rang | Name                            | Punkte |
| ---- | ------------------------------- | ------ |
| 1    | Michela Moioli                  | 5400   |
| 2    | Belle Brockhoff                 | 4100   |
| 3    | Chloé Trespeuch                 | 3340   |
| 4    | Eva Samková                     | 3210   |
| 5    | Faye Gulini                     | 2030   |
| 6    | Sofia Belingheri                | 1840   |
| 7    | Raffaella Brutto                | 1780   |
| 8    | Sina Siegenthaler               | 1580   |
| 9    | Charlotte Bankes                | 1560   |
| 10   | Lara Casanova                   | 1490   |
| 11   | Nelly Moenne-Loccoz             | 1440   |
| 12   | Julia Pereira de Sousa Mabileau | 1340   |
| 13   | Lindsey Jacobellis              | 1290   |
| 14   | Vendula Hopjakova               | 990    |
| 15   | Meryeta Odine                   | 950    |
| 16   | Sophie Hediger                  | 800    |
| 17   | Tess Critchlow                  | 730    |
| 18   | Katharina Neussner              | 700    |
| 19   | Aline Albrecht                  | 570    |
| 20   | Zoe Bergermann                  | 550    |
| 21   | Carle Brenneman                 | 430    |
| 22   | Audrey McManiman                | 330    |
| 23   | Yulia Lapteva                   | 310    |
| 24   | Livia Molodyh                   | 310    |
| 25   | Hanna Ihedioha                  | 300    |
| 26   | Kristina Paul                   | 290    |
| 27   | Anna Miller                     | 260    |
| 28   | Meghan Tierney                  | 240    |
| 29   | Rosina Mancari                  | 220    |
| 30   | Aleksandra Parshina             | 200    |

| Rang | Name                       | Punkte |
| ---- | -------------------------- | ------ |
| 1    | Ramona Theresia Hofmeister | 6300   |
| 2    | Selina Jörg                | 3190   |
| 3    | Ladina Jenny               | 3070   |
| 4    | Julie Zogg                 | 3060   |
| 5    | Sofija Nadyrschina         | 2660   |
| 6    | Milena Bykowa              | 2315   |
| 7    | Claudia Riegler            | 2290   |
| 8    | Natalja Sobolewa           | 2140   |
| 9    | Nadya Ochner               | 2016   |
| 10   | Daniela Ulbing             | 1986   |

| Rang | Name                       | Punkte |
| ---- | -------------------------- | ------ |
| 1    | Julie Zogg                 | 2600   |
| 2    | Ramona Theresia Hofmeister | 1960   |
| 3    | Selina Jörg                | 1740   |
| 4    | Ladina Jenny               | 1500   |
| 5    | Daniela Ulbing             | 1310   |
| 6    | Patrizia Kummer            | 910    |
| 7    | Carolin Langenhorst        | 840    |
| 8    | Ester Ledecká              | 800    |
| 9    | Claudia Riegler            | 742    |
| 10   | Jelisaweta Salichowa       | 700    |

| Rang | Name              | Punkte |
| ---- | ----------------- | ------ |
| 1    | Cai Xuetong       | 3600   |
| 2    | Liu Jiayu         | 3000   |
| 3    | Queralt Castellet | 2850   |
| 4    | Maddie Mastro     | 2500   |
| 5    | Wu Shaotong       | 1740   |
| 6    | Mitsuki Ono       | 1730   |
| 7    | Kurumi Imai       | 1620   |
| 8    | Verena Rohrer     | 1500   |
| 9    | Haruna Matsumoto  | 1440   |
| 10   | Ruki Tomita       | 1370   |

| Rang | Name            | Punkte |
| ---- | --------------- | ------ |
| 1    | Katie Ormerod   | 2600   |
| 2    | Laurie Blouin   | 2200   |
| 3    | Brooke Voigt    | 1250   |
| 4    | Hanne Eilertsen | 1240   |
| 5    | Loranne Smans   | 1100   |
| 6    | Sommer Gendron  | 1080   |
| 7    | Lucile Leferve  | 1020   |
| 8    | Jamie Anderson  | 1000   |
| 8    | Tess Coady      | 1000   |
| 8    | Julia Marino    | 1000   |

| Rang | Name             | Punkte |
| ---- | ---------------- | ------ |
| 1    | Reira Iwabuchi   | 2900   |
| 2    | Brooke Voigt     | 1620   |
| 3    | Miyabi Onitsuka  | 1580   |
| 4    | Katie Ormerod    | 1510   |
| 5    | Anna Gasser      | 1400   |
| 6    | Enni Rukajärvi   | 1260   |
| 7    | Kokomo Murase    | 1250   |
| 8    | Šárka Pančochová | 1140   |
| 9    | Loranne Smans    | 1140   |
| 10   | Laurie Blouin    | 1050   |

## Mixed-Team

### Podestplätze
| Datum           | Austragungsort | Disziplin      | Sieger                                         | Zweiter                                      | Dritter                                      |
| --------------- | -------------- | -------------- | ---------------------------------------------- | -------------------------------------------- | -------------------------------------------- |
| 15. Januar 2020 | Bad Gastein    | Parallelslalom | DeutschlandRamona Hofmeister Stefan Baumeister | ÖsterreichClaudia Riegler Andreas Prommegger | SchweizJulie Zogg Dario Caviezel             |
| 26. Januar 2020 | Piancavallo    | Parallelslalom | DeutschlandRamona Hofmeister Stefan Baumeister | ItalienNadya Ochner Daniele Bagozza          | ÖsterreichClaudia Riegler Andreas Prommegger |
| 26. Januar 2020 | Big White      | Snowboardcross | Wettkampf abgesagt.                            | Wettkampf abgesagt.                          | Wettkampf abgesagt.                          |
| 2. Februar 2020 | Feldberg       | Snowboardcross | Wettkampf abgesagt.                            | Wettkampf abgesagt.                          | Wettkampf abgesagt.                          |
| 15. März 2020   | Winterberg     | Parallelslalom | Wettkampf abgesagt.                            | Wettkampf abgesagt.                          | Wettkampf abgesagt.                          |